# Prezzee
Prezzee Pty Limited (connue sous le nom de Prezzee) est une société australienne spécialisée dans les cartes cadeaux électroniques des détaillants.

## Historique
Prezzee a été fondée et constituée en société en 2014, en collaboration avec Precision Group. Prezzee se concentre sur l'utilisation numérique et en ligne des cartes cadeaux des détaillants.
En 2018, Tony Karp a été nommé directeur général et administrateur délégué de l'entreprise. En 2021, Prezzee était présente au Royaume-Uni, aux États-Unis et en Nouvelle-Zélande, en plus de l'Australie, et prévoyait de s'étendre au Canada, en France et en Allemagne.
Fin 2021, Prezzee a dépassé la barre du milliard de dollars de valorisation, devenant ainsi une « licorne » financière. Ce résultat a été attribué à ses revenus aux États-Unis et au Royaume Uni, ainsi qu'à un accord de partenariat mondial avec Mastercard.

## Opérations
Prezzee est la plus grande société de cadeaux électroniques au monde, elle a des partenariats avec environ 500 détaillants depuis 2021. Elle est détenue à 85 % par Precision Group,. En 2021, elle possédait cinq bureaux dans le monde entier et comptait plus de 150 employés.

### Articles
- Carte cadeau